# دينغ يي
دينغ يي (بالألمانية: Ding Yi)‏ هو لاعب تنس الطاولة نمساوي، ولد في 14 يناير 1959 في شانغهاي في الصين.

## وصلات خارجية
- دينغ يي على موقع أوليمبيديا (الإنجليزية)